# Kozák Luca
Kozák Luca (Debrecen, 1996. június 1. –) magyar gátfutó, olimpikon.

## Pályafutása
A 2013-as ifjúsági vb-n hetedik helyezést ért el. A váltóval hatodik helyezést szerzett. A 2014-es junior vb-n 15. lett. A 2015-ös junior vb-n ezüstérmes volt.
A 2016-os fedett pályás világbajnokságon 8,46-dal kiesett a selejtezőben. A 2016-os Európa-bajnokságon 13,30-dal kiesett. A 2017-es fedett pályás Európa-bajnokságon a selejtezőből egyéni csúccsal (8,14) jutott az elődöntőbe, ahol 8,27-dal 13. lett. A 2017-es U23-as Eb-n bronzérmes volt. A váltóval hatodik helyezést szerzett. A 2017-es atlétikai világbajnokságon kiesett a selejtezőben. Az universiadén bronzérmet szerzett.
2018 januárjában megjavította utánpótlás csúcsát 60 m gáton.
A 2018-as fedett pályás atlétikai világbajnokságon a középdöntőbe jutva összesítésben a 23. helyen végzett.
A 2019-es fedett pályás atlétikai Európa-bajnokságon 60 méter gáton új országos csúcsot futva jutott a döntőbe, de bokasérülése miatt ott nem állt rajthoz. A 2019-es atlétikai világbajnokságon bejutott előfutamából az elődöntőkbe, ott saját versenyében 5., összesítésben 13. lett, amivel nem jutott be a döntőbe. 2020 augusztusában 100 m síkfutásban és gáton is magyar bajnok lett, majd néhány nap múlva 12,83-mal egyéni csúcsot ért Turkuban.
A 2020. augusztus 19-én megrendezett Gyulai István Memorialon 100 méter gáton második helyezést ért el 12,71-gyel, - új magyar rekord - megdöntve Siska Xénia 1984. augusztus 20-án futott rekordját. A 2021-es fedett pályás atlétikai Európa-bajnokságon nyolcadik lett. 2021. május 13-án Savonában teljesítette az olimpiai kiküldetési szintet. A tokiói olimpián 100 méteres gátfutásban a selejtezőből továbbjutott, azonban az elődöntős futamában nem ért célba, így nem jutott be a döntőbe.
2022 februárjában Torunban beállította a fedett pályás országos csúcsát. Néhány nap múlva a magyar bajnokságon 7,92-re javította a rekordot. A 2022-es fedett pályás atlétikai világbajnokságot megelőző napokban egy edzésen combhajlítóizom-sérülést szenvedett, ezért visszalépett az indulástól. Júniusban magyar rekordot futott az országos bajnokságon. Az Európa-bajnokságon az elődöntőből országos csúccsal jutott tovább. A döntőben csúcsbeállítással második volt. Az év végén az év magyar sportolónőjének választották. A Budapesten rendezett 2023-as atlétikai világbajnokságon 100 méteres gátfutásban 13. helyen végzett. A 2024-es fedett pályás atlétikai világbajnokságon nyolcadik lett. A 2024-es párizsi olimpián 100 méteres gátfutásban 28. helyen végzett.

## Rekordjai
100 m gát
- 13,20 (2016. június 18., Budapest) U23-as magyar csúcs
- 13,18 (2017. június 3., Budapest) U23-as magyar csúcs
- 13,10 (2017. július 4., Székesfehérvár) U23-as magyar csúcs
- 12,96 (2018. május 20., Győr) U23-as magyar csúcs[28]
- 12,86 (2018. június 4., Székesfehérvár) U23-as magyar csúcs[29]
- 12,71 (2020. augusztus 19., Székesfehérvár) magyar csúcs[16]
- 12,70 (2022. június 26., Budapest) magyar csúcs[23]
- 12,69 (2022. augusztus 21., München) magyar csúcs
- 12,69 (2022. augusztus 21., München) magyar csúcsbeállítás

60 m gát
- 8,23 (2016. február 22., Budapest) U23-as magyar csúcs[30]
- 8,14 (2017. március 3., Belgrád) U23-as magyar csúcs
- 8,09 (2018. január 27., Val-de-Reuil) U23-as magyar csúcs[31]
- 7,97 (2019. március 3., Glasgow) magyar csúcs
- 7,97 (2020. február 8., Torun) csúcs beállítás
- 7,97 (2020. február 23., Budapest) csúcs beállítás
- 7,97 (2022. február 22., Torun) csúcs beállítás
- 7,92 (2022. február 27., Nyíregyháza) magyar csúcs[21]

## Eredményei
Magyar bajnokság
- 100 m gát
  - aranyérmes: 2018, 2019, 2020, 2021. 2022, 2023, 2025
  - ezüstérmes: 2015
- 100 m
  - aranyérmes: 2020, 2021
  - ezüstérmes: 2019, 2022, 2023
- 4 × 100 m
  - ezüstérmes: 2013, 2014
  - bronzérmes: 2012

Fedett pályás magyar bajnokság
- 60 m gát
  - aranyérmes: 2020, 2022
  - ezüstérmes: 2014, 2015, 2016, 2017, 2018, 2019, 2024, 2025
- 60 m
  - ezüstérmes: 2017
  - bronzérmes: 2015, 2016
- 200 m
  - bronzérmes: 2016

## Díjai, elismerései
- Az év magyar U23-as atlétája: 2016, 2017[32]
- Az év magyar atlétája: 2020,[33] 2022[34]
- Az év magyar sportolónője: 2022[35]

## Magánélete
2022 szilvesztere óta vőlegénye Pásztor Bence ifjúsági világbajnok kalapácsvető, akivel négy éve alkotnak egy párt.